# Caroline Maes (Tennisspielerin)
Caroline Maes (* 9. November 1982 in Dendermonde) ist eine ehemalige belgische Tennisspielerin.

## Karriere
Carolina Maes, welche am liebsten auf Sand spielte, gab 1997 ihr Debüt auf dem ITF Women’s Circuit bei dem ITF-$10.000-Turnier im belgischen Rebecq, wo sie aber bereits in der Qualifikation ausschied. Bis 2009 konnte sie auf dem ITF Women’s Circuit acht Einzel- und neun Doppeltitel gewinnen. Ihren wohl größten erreichte sie dabei am 13. Mai 2007 beim ITF-$100.000-Turnier in der italienischen Hauptstadt Rom, wo sie gegen die Spanierin Marta Marrero in zwei Sätzen gewann. Beim ITF-$100.000-Turnier im belgischen Torhout, welches zwischen dem 6. April und dem 11. April stattfand, hatte Carolina Maes ihren letzten Auftritt auf dem ITF Women’s Circuit und schied im Einzel bereits in der Qualifikation aus dem Turnier aus. Sie startete bei dem Turnier zudem zusammen mit Gally De Wael mittels einer Wildcard im Doppelturnier und schied dort in der ersten Runde gegen ein schweizerisch-britisches Duo aus.
Carolina Maes war nicht nur auf dem ITF Women’s Circuit aktiv, sondern auch auf der WTA Tour. Ihr Debüt gab sie dabei sowohl im Einzel als auch im Doppel bei der Mexx Sport Benelux Open 2000 in Antwerpen. Während sie im Einzel in der Qualifikation scheiterte, konnten sie sich gemeinsam mit Elke Clijsters als Lucky Losers für das Hauptfeld qualifizieren, wo sie aber bereits in der ersten Runde gegen ein belgisch-slowakisches Duo ausschieden. Bis 2008 war sie Stammgast bei dem Turnier WTA Antwerpen. Ihre besten Einzelresultate auf der WTA Tour hatte sie beim Gaz de France Stars 2006 in Hasselt und beim Internationaux de Strasbourg 2007, wo sie jeweils im Hauptfeld die zweite Runde erreichte. Bei den NASDAQ-100 Open 2006 auf Key Biscayne bei Miami und bei den Proximus Diamond Games 2007 in Antwerpen konnte sie gemeinsam mit Kim Clijsters bzw. Yanina Wickmayer jeweils das Achtelfinale im Hauptfeld erreichen, was ihre besten Resultate im Doppelbereich waren.
In der Saison 2002 wurde Caroline Maes zudem zum ersten Mal für den Fed Cup nominiert. Bei dem Achtelfinale gegen Italien wurde sie für die belgische Mannschaft in zwei Einzelbegegnungen eingesetzt, welche sie jeweils verlor. Schlussendlich verlor auch das belgische Team gegen Italien mit 1:4. Bis 2008 bestritt sie für die belgische Mannschaft neun Partien, von denen sie nur zwei gewinnen konnte. Nach ihrer Profikarriere spielte Caroline Maes in der 2. Tennis-Bundesliga und vertrat zwischen 2009 und 2010 den Ratinger TC Grün-Weiß und in der Saison 2012 den RTHC Bayer Leverkusen.